# Jean-François Pérès
Pour les articles homonymes, voir Pérès.
Jean-François Pérès, souvent appelé Jeff, né à Marseille le 11 décembre 1970, est un journaliste français, notamment spécialisé dans le sport. 

## Biographie
Diplômé de l'institut d'études politiques d'Aix-en-Provence (promotion 1991) et de l'école supérieure de journalisme de Lille (promotion 1994), Jean-François Pérès quitte ensuite la France pour s'installer en Roumanie car l'ESJ de Lille avait besoin d'un diplômé pour honorer des accords de partenariat. Il est correspondant permanent de RFI pour la zone Roumanie, Bulgarie et Moldavie et mène à bien le projet Bucarest-Matin, premier quotidien en langue française de l'après-Ceausescu, en 1996.  
En juillet 1996, il revient en France pour devenir grand reporter au service des sports de RFI. Spécialiste de football, d'athlétisme et de tennis, il couvre alors des événements comme la coupe d'Afrique des Nations de football,,,, la coupe du monde de football, le championnat d'Europe de football, le championnat du monde d'athlétisme, et des tournois de Grand Chelem de tennis, ainsi que des finales de Coupe Davis et de Fed Cup. 
Originaire de Marseille et supporter de l'OM, il lui a consacré en 1991 un mémoire de fin d'études, L'Olympique de Marseille, un formidable outil de communication, signant là son premier ouvrage. En 2003, il coécrit le livre sur la rivalité OM-PSG (qui sera réédité en 2006 et en 2014) avec Daniel Riolo, spécialiste du PSG. 
Entre 2006 et 2008, il retourne en Roumanie et prend les rênes éditoriales de Regard, seul magazine francophone du pays devenant le rédacteur en chef de cette revue. Parallèlement, il enseigne le journalisme à l'Université de Bucarest. Il participe également à différents colloques autour du journalisme, de la francophonie et de la littérature roumaine, une autre de ses passions, dont un à l'hiver 2007 à l'UNESCO autour de l'œuvre de l'écrivain juif de l'entre-deux-guerres Mihail Sebastian, dont il est un admirateur.  
Après ses deux années passées en Roumanie, il revient à Paris en juillet 2008 et travaille comme journaliste sportif à RFI, responsable des sports du site web www.rfi.fr. Parallèlement, il est chroniqueur chez RMC dans l'émission estivale RMC Sport Été puis dans l'After Foot à partir de septembre 2008 où il retrouve Daniel Riolo.
En octobre 2008, il quitte RFI pour devenir rédacteur en chef du quotidien sportif Le 10 Sport puis de l'agence RMC Sport avant d'être nommé co-responsable du site www.rmcsport.fr. Aux côtés de François-Xavier de Châteaufort et de Maryse Éwanjé-Épée, il couvre les mondiaux d'athlétisme 2009 à Berlin, 2011 à Daegu et 2013 à Moscou, les championnats d'Europe d'athlétisme 2010 à Barcelone et 2012 à Helsinki ainsi que les Jeux olympiques d'été de 2012 à Londres, suivant notamment les épreuves d'athlétisme. De 2009 à 2014, Jean-François Pérès assure également la couverture des Internationaux de France de tennis avec Patrice Dominguez et de Sarah Pitkowski.   
De septembre 2012 à juin 2013, Jeff Pérès anime l'After Foot, du vendredi au dimanche, Larqué Foot avec Jean-Michel Larqué, chaque dimanche de 19h à 20h et les Intégrales Foot avec Rolland Courbis, les soirs sans match, sans oublier ses participations au Grand After du lundi autour de Gilbert Brisbois. 
Le 13 décembre 2012, Jean-François Péres reçoit le Micro d'Or 2012 (catégorie radio) par l'Union des journalistes de sport en France pour ses commentaires en direct sur RMC le 10 août, lors du sacre olympique du perchiste Renaud Lavillenie. 
Durant la Coupe du monde de football 2014, il conçoit et présente L’œil de Rio sur BFM TV, rendez-vous quotidien de cinq minutes mêlant reportages, portraits et actualités décalées dont l'une des originalités était d'offrir chaque jour aux téléspectateurs un morceau important de l'histoire de la musique brésilienne.  
En septembre 2014, Jean-François Pérès quitte RMC Sport et NextRadioTV pour rejoindre i>Télé comme rédacteur en chef adjoint, chargé de l'Intégrale Week-end et de 18h Politique présenté par Audrey Pulvar. Il continue d'intervenir sur l'antenne en tant que chroniqueur sportif dans 13h Foot et 20h Foot aux côtés de Pascal Praud, François Pinet et Julien Pasquet. Il suit également pour i>Télé les dossiers de l'Olympique de Marseille ainsi que le tennis, assurant en direct les couvertures 2015 et 2016 de Roland-Garros. En août 2015, Jeff Pérès est appelé à d'autres fonctions dans la chaîne, chargé de la Newsroom et de la Matinale week-end. Il intervient le dimanche soir dans Europe 1 Sport pour Europe 1 avec Lionel Rosso et Guy Roux. Il s'occupe depuis de la rédaction en chef de la chaîne, travaillant notamment avec Olivier Galzi.
En 2016, Jean-François Pérès prépare en compagnie du dessinateur Christopher un roman graphique retraçant toute l'histoire de l'Olympique de Marseille depuis 1899, dont la sortie, d'abord prévue fin 2017, est repoussée au 15 novembre 2018. "Un club, une légende : histoire illustrée de l'OM" (320 pages, 25 euros) est paru aux éditions Hugo et Cie. 
Le 3 décembre 2018, Jean-François Pérès, recruté par le vice-président d'Europe 1 Laurent Guimier, prend ses nouvelles fonctions de chef du service des sports de la station, en remplaçant Simon Ruben. En 2023, il devient responsable des Sports à la rédaction du Journal du dimanche. 